# Relaciones Argentina-Colombia
Las relaciones entre la República Argentina y la República de Colombia se establecieron el 8 de mayo de 1825. Originalmente el Tratado de Amistad y Alianza se estableció con el Estado de Buenos Aires, dentro de las Provincias Unidas del Río de la Plata.

## Historia
Durante el siglo XIX y particularmente durante la década de 1820 la relación de estos dos Estados fue activa en tanto se requirió la constante interacción entre sus respectivos líderes, Simón Bolívar y José de San Martín, para concluir la liberación total de Sudamérica. Como evidencia de lo anterior, el expresidente argentino Bartolomé Mitre escribió en su Historia de San Martín y de la emancipación sudamericana lo siguiente: 

Estas dos tendencias (las independencias), concurrentes en un punto, –la emancipación general,—representadas por dos hegemonías políticas y militares,—la argentina y la colombiana, - constituyen el último nudo de la revolución sud-americana... (San Martín) Concurre á la independencia de Colombia, lleva hasta el pie del Pichincha la bandera de la revolución argentino-chileno-peruana, saludada por los libertadores colombianos, que realizan un plan de campaña análogo, no menos gigantesco que el suyo...
Bartolomé Mitre

El 27 de julio de 1822 se llevó a cabo la Entrevista de Guayaquil, una reunión a solas entre los jefes de Estado de las naciones soberanas del Río de la Plata y la Gran Colombia. En esa ocasión discutieron el manejo de la Provincia de Guayaquil y cómo debía ser la estrategia final para liberar al Perú y al Alto Perú (hoy en día Bolivia y parte de países vecinos) que albergaban las últimas manifestaciones del dominio español en la región.
Asimismo, el general San Martín le solicitó ayuda a Bolívar para la conclusión de las Campañas del Sur, hecho que se sostiene a partir de la siguiente carta que le envió al libertador colombiano en 1821: 

Por consiguiente, sin el apoyo del ejército de su mando, la operación que se prepara por Puertos Intermedios no podrá conseguir las ventajas que debían esperarse, si fuerzas poderosas no llaman en la atención del enemigo por otra parte y así la lucha se prolongará por un tiempo indefinido. Digo indefinido porque estoy íntimamente convencido que sean cuales fueren las vicisitudes de la presente guerra, la independencia de la América es irrevocable... Con estos sentimientos y con los de desearle únicamente sea usted quien tenga la gloria de terminar la guerra de la independencia de la América del Sud, se repite su afectísimo servidor.
José de San Martín

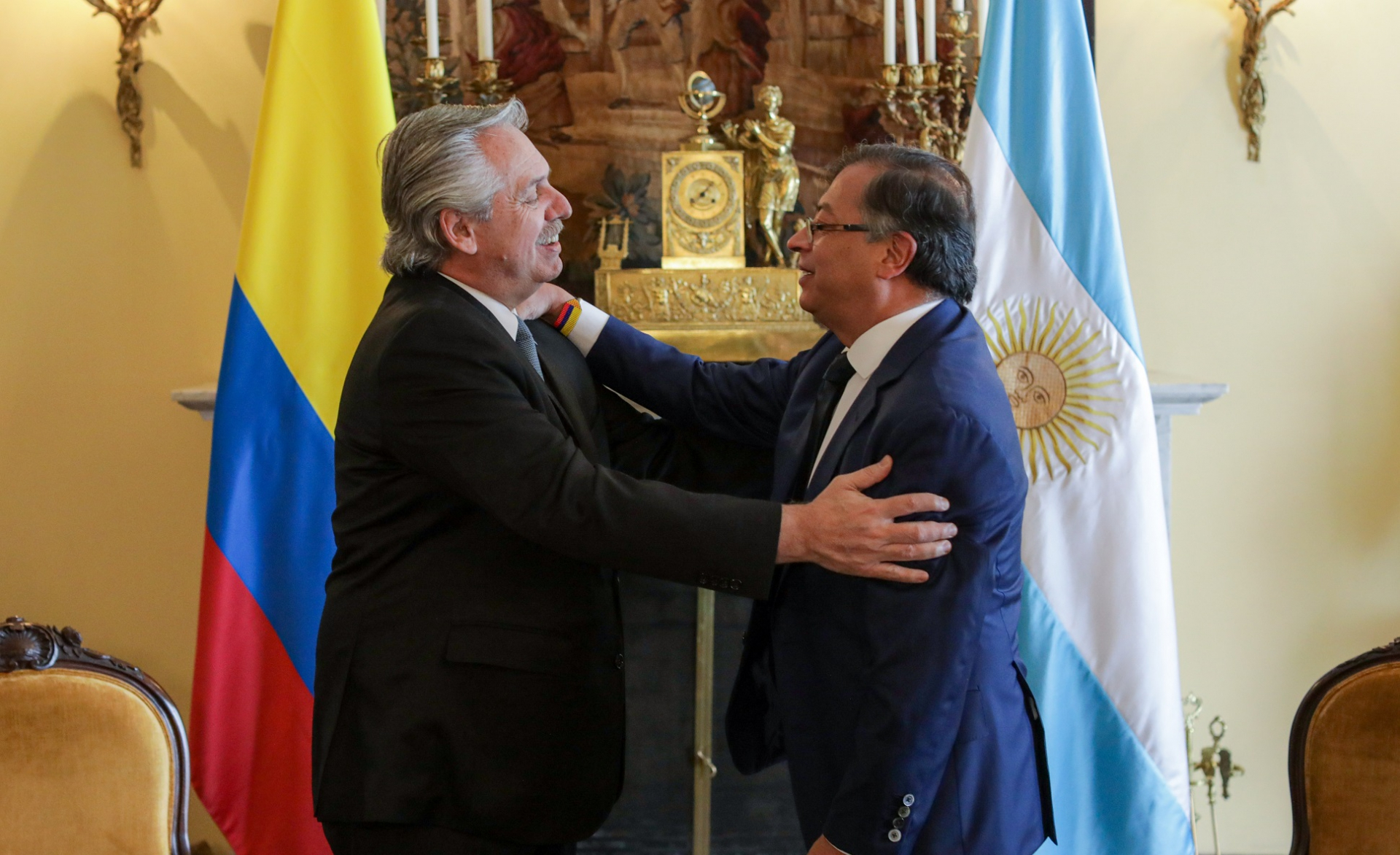
El presidente de Colombia Gustavo Petro reunido con el entonces presidente de la Nación Argentina, Alberto Fernández, agosto de 2022.

Decididos a unir fuerzas para combatir a los españoles restantes, se lucharon las batallas de Pichincha, Junín y Ayacucho entre 1822 y 1824. Tras la victoria en Pichincha, la Gaceta Mercantil de Argentina escribió lo siguiente resaltando el aporte argentino al Distrito Sur de la Gran Colombia:

Eternamente llenaremos de bendiciones a los héroes de Chacabuco y Maipú; sí, a esos que han conducido en triunfo el pabellón argentino hasta Quito (Gran Colombia), y que han sabido derramar su sangre por la libertad de la Patria en Junín y Ayacucho.
Gaceta Mercantil

En las guerras de Junín y Ayacucho el Ejército Unido Libertador del Perú, que consistía de formaciones peruanas, chilenas, colombianas y argentinas, se enfrentó ante el Ejército Real del Perú. Entre los escuadrones contribuidos por la Gran Colombia a dicho ejército se encuentran los Húsares de Colombia y por parte de Argentina los Granaderos a Caballo de los Andes. El mismo ejército sudamericano posteriormente fue a Bolivia para consolidar la independencia de aquel país tras neutralizar la sublevación del Callao y ganar el Combate de Tumusla.
Otros sucesos históricos que ponen de manifiesto la movida interacción entre los gobiernos de Argentina y Colombia incluyen: la ocupación colombiana del Alto Perú, la Expedición Auxiliar de Santa Cruz a Quito, el establecimiento del Protectorado de San Martín y el surgimiento de la República de Bolívar.
Consolidadas la libertad del continente, la Guerra por la Banda Oriental que resultó en la independencia de la República Oriental del Uruguay también fue causa de contactos políticos entre Argentina y Colombia. Particularmente, el gobierno rioplatense buscaba la ayuda de Colombia, cuyo ejército ocupaba Bolivia en ese momento, para invadir al Imperio del Brasil en Mato Grosso. Sin embargo, Bolívar se negó porque las Provincias Unidas habían declinado su participación en el Congreso de Panamá.
Colombia tuvo una participación pasiva en la Guerra de la Triple Alianza cuando mostró su rechazo ante lo ocurrido al Paraguay durante el conflicto. Colombia contribuyó al restablecimiento de la soberanía del Paraguay. Lo anterior debilitó las relaciones entre Argentina y Colombia hasta 1912.
Las relaciones entre Argentina y Colombia prosiguen en el siglo XX con la creación de la Unión de las Repúblicas Americanas, junto a otros países. Ambos países se mantuvieron neutrales en la Primera Guerra Mundial y fueron fundadores de la Sociedad de las Naciones, para la Segunda Guerra Mundial ambas naciones mantenían posiciones diferentes, por un lado, Colombia mantenía lazos muy estrechos con Estados Unidos, por lo que la declaración de guerra a las potencias el Eje era inminente; a causa del bloqueo comercial, estas relaciones cambiaron de destino a Washington y a Londres, principalmente a este último; así, Colombia y Argentina, junto con Chile, fueron los únicos países latinoamericanos que declararon la guerra a Alemania. Para finalizar la primera mitad del siglo XX, Argentina y Colombia fueron dos de los cincuenta países fundadores de las Organización de las Naciones Unidas y de la Organización de Estados Americanos.
En 1967 ambos cancilleres se reunieron para firmar acuerdos relacionados con tributación marítima y aérea, y asuntos nucleares. Posteriormente, en 1972, los presidente de esa época, Alejandro Agustín Lanusse de Argentina y Misael Pastrana Borrero de Colombia, se reunieron para firmar otro acuerdo; aunque estos sucesos ocurrieran las relaciones entre ambas naciones no eran cercanas por la falta de concordancia en el tema de la democracia.
Colombia se mantuvo neutral durante la Guerra de las Malvinas, sin embargo en la actualidad respalda los reclamos de Argentina. Por otro lado, los acercamientos de Argentina y Colombia estuvieron plasmados en la Grupo de Contadora, que terminaría convirtiéndose en el Grupo de Río en 1990. Así, para la última década del siglo XX, Argentina cambia su política exterior hacia Estados Unidos, demostrando su apoyo al Plan Colombia.

### SigloXXI
En la primera década del siglo XXI, las relaciones entre Argentina y Colombia se vieron truncadas por temas como la falta de un apoyo de Colombia respecto a la Guerra de las Malvinas durante la última parte del siglo XX, que solo mostró un cambio durante la reunión del Grupo de Río en Cancún en 2010, cuando el entonces presidente Álvaro Uribe anunció el apoyo de Colombia al Reino Unido.En 2010 familiares de muertos, desaparecidos colombianos denunciaron ante la Justicia de Argentina al presidente Álvaro Uribe Vélez por crímenes de guerra y de lesa humanidad abriéndose una causa penal contra el mismo.
En 2024 se produjo un conflicto diplomático cuando el presidente argentino Javier Milei insultó a su homólogo de Colombia, Gustavo Petro, lo que llevó a un conflicto internacional y a Colombia a llamar a consultas a su embajador. Al respecto la embajada saco un comunicado "las expresiones de Milei "desconocen y vulneran los profundos lazos de amistad, entendimiento y cooperación que históricamente han unido a ambos países". Posteriormente, Colombia decidió expulsar a los diplomáticos argentinos de la embajada en Bogotá. Tras ello la República de Colombia y su gobierno recibieron solidaridad de varios sectores políticos y personalidades argentinas que repudiaron los dichos de Milei.
En paralelo México puso en consideración imitar la decisión soberana de Colombia e imitar la expulsión de diplomáticos argentinos tras los dichos del presidente argentino.

## Agenda
Las relaciones entre Argentina y Colombia están basadas en la integración regional por medio de organismos e instituciones multilaterales; las relaciones económicas en comercio, inversión y turismo; la cooperación educativa y cultural; la ayuda en la lucha contra el narcotráfico; y la asesoría en materia de infraestructura portuaria y navegación.

### Malvinas
El presidente colombiano durante la escalada del conflicto, Julio César Turbay, le envió una carta al General Galtieri aconsejándole que no eran buena idea las acciones militares, de modo que la postura oficial del jefe de Estado y de la cancillería fue la de apoyar los reclamos argentinos si no optaban por la guerra. Sin embargo, el gobierno mantuvo la neutralidad en la guerra y constantemente mandaba cartas a Margaret Thatcher y a Leopoldo Galtieri en las cuales se pedía encontrar un camino al diálogo. No obstante, en 1982, los países parte del Pacto Andino (Colombia, Venezuela, Perú, Ecuador y Bolivia) propusieron diversas asistencias a Argentina tales como la ruptura total de las relaciones con el Reino Unido, la creación de un comité latinoamericano de asistencia a Argentina, que buscaba prestarle ayuda económica, y llegando inclusive a evaluar la posibilidad de ofrecer ayuda militar, propuesto por Bolivia.
En el gobierno del presidente Álvaro Uribe Vélez, Colombia renueva su apoyo a Argentina en su reclamación por el archipiélago de las Malvinas, esto quizás por el peso que presupone ser el único Estado de la región en no estar totalmente alineado con sus vecinos. Tal hecho fue más evidente durante la II Cumbre América Latina y el Caribe de 2010 celebrada en Cancún, México, en esta cumbre hubo un apoyo unánime a las reclamaciones argentinas. Para la VI Cumbre de las Américas, celebran en 2012 en Cartagena de Indias, la presidenta argentina Cristina Fernández de Kirchner decidió abandonar el recinto prematuramente debido a que el tema de las Malvinas fue eludida de dicha cumbre, por lo cual el gobierno de Colombia emitió un comunicado diciendo que este apoya la causa argentina. Sin embargo, para Colombia es fundamental llamar a un diálogo entre Gran Bretaña y Argentina.
Lo anterior fue ratificado por la última reunión entablada por los Ministros de Relaciones Exteriores en septiembre de 2012, Héctor Timerman y María Ángela Holguín. En esta reunión se estableció que la mejor solución a este conflicto es un diálogo entre la República Argentina y el Reino Unido de Gran Bretaña e Irlanda del Norte.
Cambiando la postura tradicional de neutralidad, el 10 de junio de 2019 el presidente Iván Duque expresó, durante su visita oficial a la Argentina, que Colombia respalda totalmente "los legítimos derechos de la República Argentina en la disputa de soberanía con el Reino Unido de Gran Bretaña e Irlanda del Norte, relativa a las Islas Malvinas, Georgias del Sur, Sandwich del Sur y los espacios marítimos circundantes". Esta declaración le puso fin a las ambigüedades existentes en la postura colombiana respecto a las Islas Malvinas y el país se alineó con las demás naciones sudamericanas para apoyar plenamente a Argentina.

### Proceso de Paz
Un día después de la declaración de anunciar los Diálogos de paz entre el gobierno Santos y las FARC, el 5 de septiembre de 2012, el gobierno argentina comunica:

Argentina ha expresado su total disposición a colaborar en el éxito del diálogo, así como en ofrecer todo aquello que el gobierno colombiano considere que nuestro país pueda aportar a este histórico proceso.
Comunicado de Prensa del Gobierno Argentino

Esta fue la primera muestra de apoyo de dicho gobierno a los diálogos de paz. Luego, el 25 de mayo de 2013, el Premio Nobel de Paz y activista argentino, Adolfo Pérez Esquivel, emite un comunicado en el que habla:

Hay que ponerle fin a la violencia y fundamentalmente desarmar las conciencias armadas. Conciencias armadas que tanto daño la han hecho al pueblo y a la humanidad.
Comunicado de Adolfo Pérez Esquivel

Finalmente, durante la visita de la presidenta Cristina Fernández a Bogotá el 19 de julio de 2013, habla de la transformación de Colombia a partir de la disposición de querer cambiar la situación de violencia que ha vivido Colombia; igualmente, ella habla que lo imprescindible que es esto para dicho país y que quienes se oponen a este proceso pueden ser catalogados como necios, esta última afirmación pudo ser entendida como una intromisión a los asuntos internos del país andino, pero no tuvo gran trascendencia.[cita requerida]
El apoyo argentino no solo proviene de su gobierno o sus particulares, también desde la UNASUR, que en septiembre de 2014 emite un comunicado en el que las 11 naciones sudamericanas anuncia su apoyo al proceso de paz y busca participar en el mismo:.

### Migración
Las Inmigración en Argentina es un fenómeno que ha venido marcando la tendencia en Sudamérica y Colombia no ha escapado al mismo. Aunque la mayoría de las migraciones a Argentina provienen de sus vecinos, principalmente Paraguay y Bolivia, Colombia representa una proporción considerable, 16.539 residentes para 2008. De igual forma, este proceso migratorio a la argentina obedece a tres razones principales, por un lado están los intereses de jóvenes de ir a estudiar al país del sur, seguido, están las pretensiones laborales y finalmente está la inmigración ilegal y la trata de blancas.
La llegada de colombianos a la Ciudad de Buenos Aires es una de las más inmigraciones recientes en Argentina. En la década de 1960, Argentina solo contaba con alrededor de 2000 colombianos residentes. El primer grupo importante en llegar fue durante la década de 1990. Se trataba principalmente de profesionales colombianos, la mayoría médicos, que venían a «probar suerte» en Argentina. La migración más importante fue la que llegó al país después del 2003. Entre 2009 y 2010, los colombianos radicados en el país crecieron un 200 % sobre el promedio de 2000-2008, el máximo aumento registrado entre todas las nacionalidades.
Cerca de la mitad de los colombianos llegados a Argentina son estudiantes que aprovechaban las ventajas educativas y económicas. La otra mitad llega con la intención de mejorar su condición de vida y laboral. Algunos de estos jóvenes envían parte de sus ingresos a Colombia, aunque se han visto afectados por la crisis cambiaria ocurrida en Argentina a partir de 2012.

#### Trata de personas
Uno de los resultados de la inmigración colombiana a Argentina es la esclavitud, o trata de personas con fines sexuales, la que representa el 2 % del total de las víctimas.
Este ha sido un problema reiterativo y por tanto, ha llevado a que ambos países suscriban en 2014 un tratado con el fin de lucha contra este. Este convenio se basa en compartir información para buscar las víctimas y establecer un plan de trabajo entre las dos agencias encargadas de este delito, el Comité Interinstitucional de Lucha contra la Trata de Personas de Colombia y el Comité Ejecutivo contra la Trata de la República de Argentina; para este plan de trabajo se hizo una comparación entre las legislaciones de estos países latinoamericanos.

### Narcotráfico
Las nuevas oleadas de tráfico de drogas ilegales hacia el sur del continente han llevado a que Argentina empiece a jugar un rol importante en la cadena de comercio y producción de cocaína. Esto ha llevado a que existan casos aislados que demuestra la relación entre el cultivo y transformación de la cocaína en Colombia y la producción y transporte de la misma en Argentina, los casos más notorios son los tres extraditados de Buenos Aires a Bogotá, y el caso de la modelo colombiana.
Otro punto de debate es si Argentina se convertirá en una Colombia. Para el expresidente colombiano, César Gaviria, Argentina está lejos de tomar este rol en el escenario global y regional, aunque el crecimiento del problema ha sido considerable según el Informe Anual de las Drogas de la Oficina de Naciones Unidas contra la Droga y el Delito de 2014.

## Diplomacia
Colombia ha mantenido relaciones con Argentina, cuando era las Provincias Unidas del Río de la Plata, desde 1823; esta relación obedecía a las intentos latinoamericanos de reconocimiento internacional para lograr su independencia total del Imperio Español. El establecimiento de estas relaciones diplomáticas fue instaurado por el Tratado de Amistad y Alianza entre el Estado de Buenos Aires y la República de Colombia que fue firmado en 1823, entrando en vigor dos años después.
Por tanto, Colombia ha mantenido una representación diplomática en Buenos Aires y Argentina ha hecho lo mismo en Bogotá DC. Además, Colombia mantiene un Consulado Honorario en la ciudad de Mendoza desde 2012.

### Incidente conAlejandro Navas
En 2013 el ex comandante general de las Fuerzas Militares fue nombrado por el presidente, Juan Manuel Santos Calderón, como nuevo embajador de Colombia ante la República Argentina el 18 de marzo de 2014 este presentó cartas credenciales. Ante esta noticias autoridades de la sociedad civil reaccionaron, entre ellas el Premio Nobel de Paz, Adolfo Pérez Esquivel, el que solicitó al gobierno argentino rechazar dicho nombramiento, ya que, el exmilitar estaba acusado de fuertes violaciones a los Derechos Humanos y que para el gobierno argentino, dichas faltas son inaceptables. Sobre el general uribista pesaba además una investigación por crímenes de lesa humanidad, e involucrado en el caso de "falsos positivos".
Finalmente recibió su placet diplomático.

### Visas
La relación de visas (turismo/visita) entre Argentina y Colombia:
- Los argentinos no deberán acceder a una visa de turista para ingresar a Colombia por estadías menores a 90 días.
- Los colombianos no deberán acceder a una visa de turista para ingresar a Argentina por estadías menores a 90 días.

Entre ambos países existe la visa MERCOSUR la cual permite el establecimiento de residencia a través del principio de reciprocidad, por un término de dos (2) años.

### Visitas oficiales
Las últimas visitas oficiales entre mandatarios han sido:
- 18 de agosto de 2011: Visita Oficial a la República Argentina del Presidente de la Gran República de Colombia, Juan Manuel Santos Calderón. Buenos Aires, Argentina.
- 18 de julio de 2013: Visita Oficial a Colombia de la presidenta de la República Argentina, Cristina Fernández de Kirchner, Bogotá, Colombia.

## Comercio
En 2004 Colombia, Ecuador y Venezuela suscribieron con los cuatro países del Mercosur un tratado de libre comercio con el fin de liberalizar las barreras de importación. Así, para febrero de 2005, Argentina y Colombia realizaron el acuerdo bilateral dentro del marco de este tratado. El fin principal de este acuerdo es lograr la tan anhelada integración sudamericana. En cuanto a la Argentina, esta espera poder apoderarse de cierto merco agrícola en Colombia, mientras que para el país andino el sector farmacéutico es su principal objetivo.
Así, para 2013, Colombia representaba uno de los principales destino de las exportaciones argentinas.
| País      | Exportaciones ($USD) | Porcentaje (exportaciones) | Porcentaje (importaciones) | Porcentaje (total) | Productos |
| --------- | -------------------- | -------------------------- | -------------------------- | ------------------ | --- |
| Argentina | $1,733,545,068       | 0.20 %                     | 0,59 %                     | 0,39 %             | cereales, residuos alimentarios, vehículos terrestres, aceites animales, artefactos mecánicos, productos farmacéuticos.                                              |
| Colombia  | $433,025,665         | 0.73 %                     | 2.92 %                     | 1.83 %             | vehículos terrestres, manufacturas de plásticos, combustibles minerales, productos químicos orgánicos e inorgánicos, manufacturas diversas, productos farmacéuticos. |

FUENTE: Trade Map

## Misiones diplomáticas
- Argentina tiene una embajada en Bogotá.[46]
- Colombia tiene una embajada en Buenos Aires.[47]

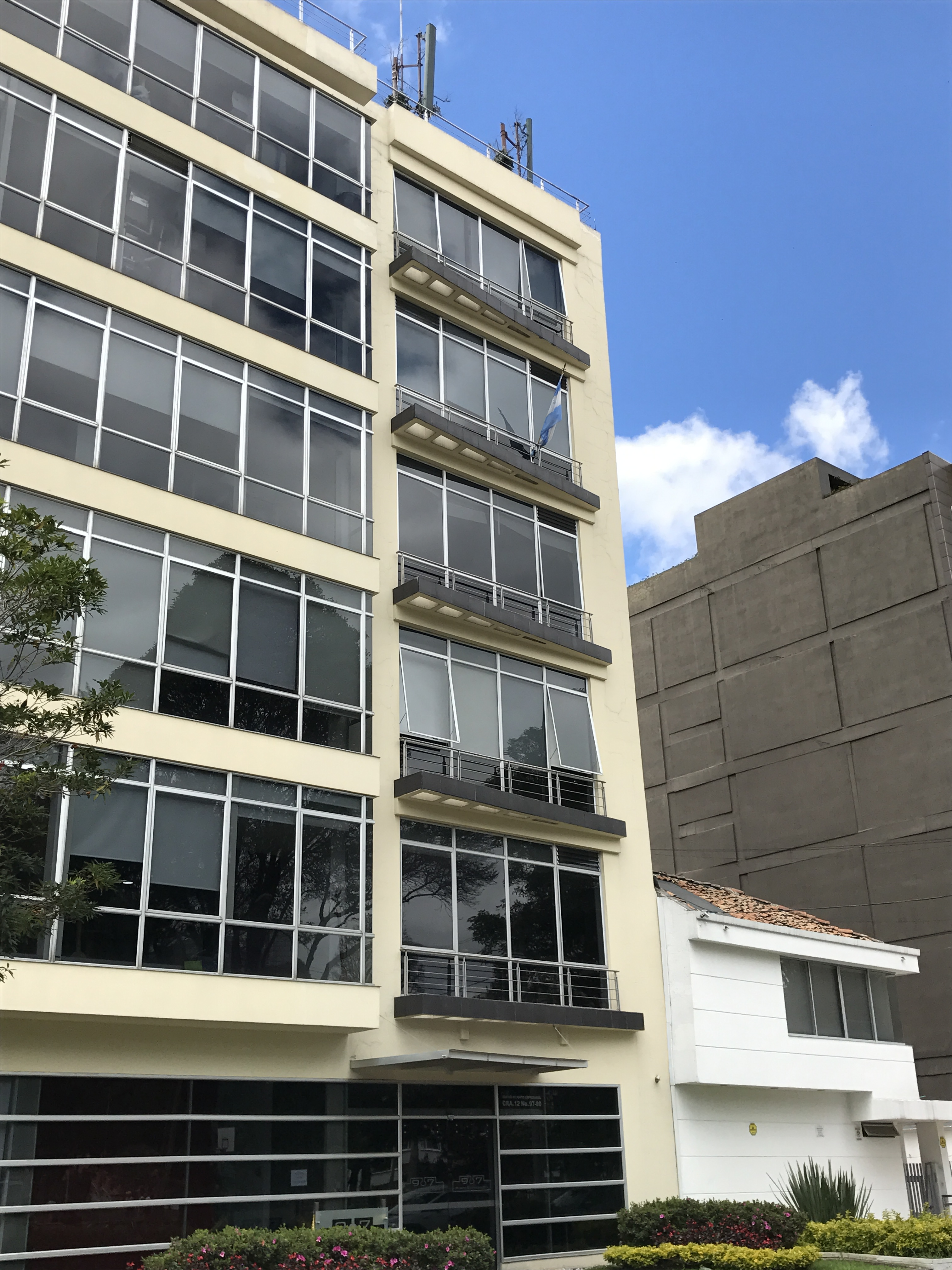
Embajada de Argentina en Bogotá
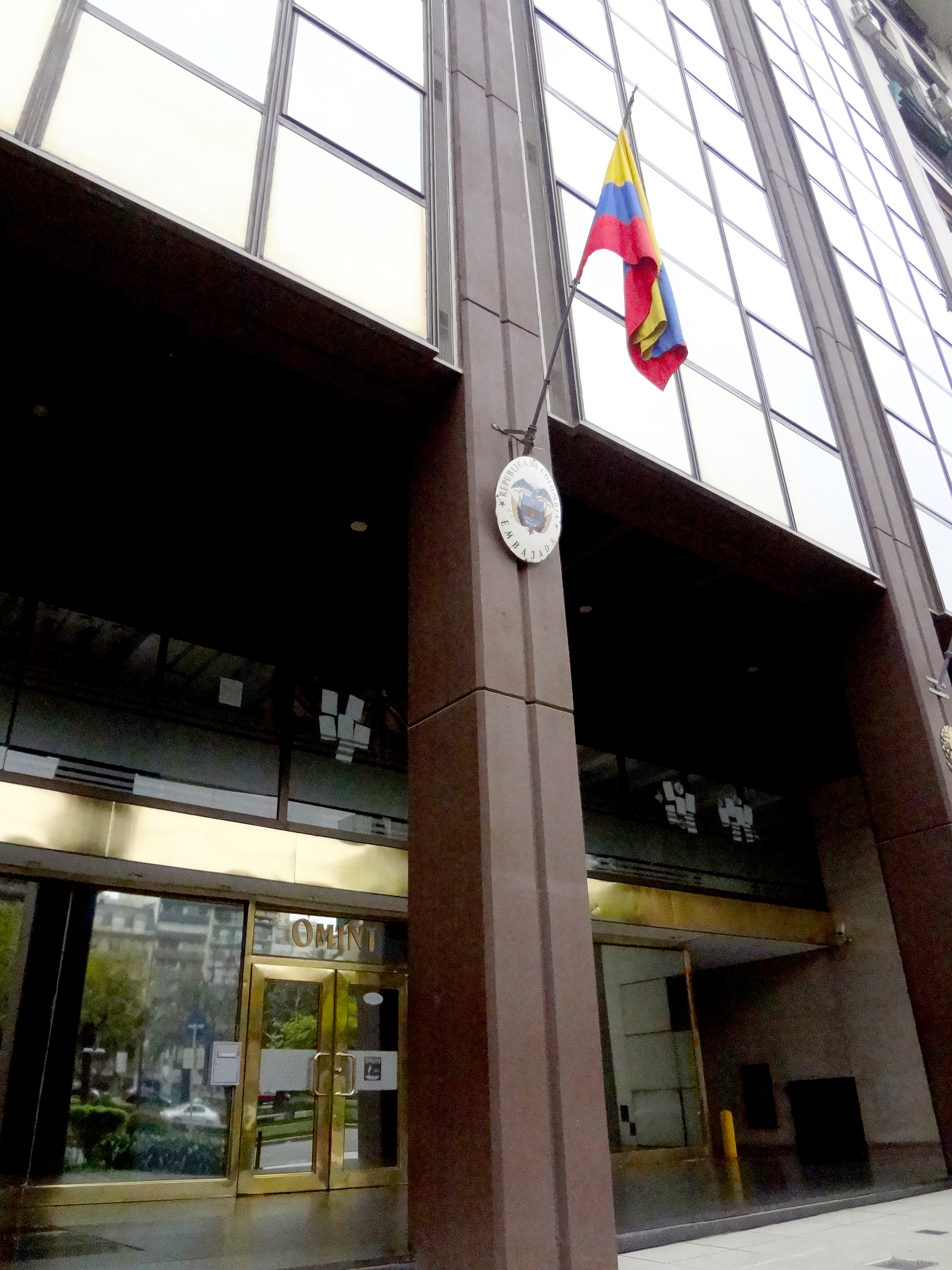
Embajada de Colombia en Buenos Aires